# Prospero paratethycum
Prospero paratethycum là một loài thực vật có hoa trong họ Măng tây. Loài này được Speta miêu tả khoa học đầu tiên năm 1982.